# Книгопечатник
Книгопечатник или типогра́фщик (от др.-греч. typos, отпечаток + γράφω, пишу) — содержатель или владелец типографии; человек, понимающий в типографском искусстве и занимающийся им.
Типографу старого времени приходилось поневоле быть и наборщиком, и печатником, словолитчиком и механиком.

## История
В средние века, между 1041 и 1049 гг. некто Пихинг, по ремеслу кузнец, придумал изготовлять подвижные слова из жжёной глины; его способ печатания был, вероятно, такой же, как и в Китае (Би Шэн); после его смерти значки были утеряны, а способ печатания забыт.

### Изобретение книгопечатания
Почти все западноевропейские народы оспаривали у немцев честь изобретения книгопечатания. С наибольшей энергией отстаивали свои притязания голландцы, приписывающие изобретение книгопечатания Костеру (ок. 1370—1440). У итальянцев Памфилио Кастальди в Фельтре считался изобретателем подвижных букв: как рассказывают, он не придавал своему изобретению никакого значения и уступил его Фусту, который, с товарищами, и воспользовался им, учредив типографию в Майнце. До нас не дошло, однако, ни одной строчки напечатанной Кастальди, которая могла бы подтвердить достоверность этого рассказа.
К свидетельствам современников, говорящих в пользу Иоганна Гутенберга, нужно отнести указание Петера Шёффера, зятя Фуста и продолжателя его дела: в издании Институций Юстиниана 1468 г. он указывает на Гутенберга и Фуста как на первых печатников. Движимый родственным чувством, он, вероятно, приписал и Фусту честь изобретения, принадлежащего одному Гутенбергу. В 1472 г. Гийом Фише (Guillaume Fichet, 1433—1480), ректор Парижского университета, в письме к Роберу Гагену (Robert Gaguin, 1433—1501) говорит: «Передают, что недалеко от города Майнца был некто Иоанн Бонемонтан (Гутенберг), который первый выдумал искусство книгопечатания». Матвей Пальмерий (Mattheus Palmerius) в продолжении «Хроники» Евсевия, напечатанной в 1483 г. в Венеции, указывает, что «искусство печатать книги было изобретено в 1440 г. Гутенбергом в Майнце». Наконец, Иоанн Шеффер (Johann Schoeffer), сын Петера Шёффера, в посвящении к переводу Тита Ливия 1505 г. указывает на Гутенберга как на первого печатника, хотя в других местах приписывает это изобретение Фусту.
Первопечатные книги сохранились в крайне незначительном числе экземпляров; они совершенно сходны с рукописными книгами как в шрифте, так и вообще по своей внешности. Первопечатники во всём подражали рукописям, ведь последние ценились гораздо дороже, да и публика в первое время по привычке требовала рукописи, подозревая в печати вмешательство дьявола; на первых печатных экземплярах, выпускавшихся в виде рукописей, не отмечалось ни года, ни места напечатания, ни имени типографа.

### После Гутенберга
Изобретённый Гутенбергом новый способ печатания книг не мог долго содержаться в тайне. Уже в 1458 г. Иоганн Ментелин имел типографию в Страсбурге, Пфистер — в 1461 г. в Бамберге. После взятия Майнца герцогом Нассауским, когда типография Шеффера и Фуста была уничтожена, работники, или, как их называли, «дети Гутенберга», разбежались во все стороны и разнесли с собой и типографское искусство. В Кёльне Ульрих Целль работал уже в 1466 г.; за ним следуют Базель, с 1471 г.; Аугсбург, где Гюнгер Цайнер работал с 1468 г.; Ульм — с 1469 г.; Нюрнберг — Генр. Кеффер и Иог. Зензеншмидт, с 1470 г. Для северной Германии раньше всего основана была типография во Франкфурте-на-Майне, а затем в Любеке, Лейпциге, Эрфурте и др. В Вене первая типография открыта в 1482 г., но постоянная — лишь в 1491 г. В целом, к концу XV века в Германии было свыше 50 типографий, а печатников — свыше 200.
Из Германии новое искусство распространилось по другим странам. В Италии первыми печатниками были немцы Конрад Свейнхейм и Арнольд Паннарц, которые были приглашены монахами из Субьяко, близ Рима, в 1465 г., а в 1467 г. переехали в Рим. В Венеции Иоганн Шпейерский получил привилегию на печатание книг в 1469 г.; он умер в следующем году, и его дело продолжал его брат, Венделин Шпейерский, в сообществе с Иоганном Кёльнским; в том же году там поселился искусный гравер Николя Жансон, по происхождению француз. Вообще, печатное дело в Венеции достигло высокой степени развития, так что насчитывают там в XV в. до 250 типографий; тогда же была основана знаменитая Альдова типография (1495). За Венецией следовали Болонья (1471), Неаполь (1471), Флоренция (1472) и др.
В Испании первая типография была основана в 1474 г. в Валенсии; первыми печатниками были немцы и голландцы. В Португалии печатное искусство было занесено впервые евреями в 1484 году в город Лейрию; в 1495 г. королева Элеонора вызвала в Лиссабон немецких печатников.
Во Франции первая типография возникла сравнительно поздно. Ни один из «детей Гутенберга», рассеявшихся по разным странам, не прибыл в Париж: вероятно, они не были допущены туда происками переписчиков и книгопродавцев, опасавшихся возникавшей конкуренции. Между тем Фуст дважды привозил в Париж и продавал там в большом количестве свои произведения. Лишь в 1470 г. благодаря стараниям двух профессоров Сорбонны, Иоганна Гейлина из Штейна (de Lapide) близ Констанца и Гийома Фише из Савойи, были вызваны в Париж три немецких печатника из Мюнстера: Ульрих Геринг, Михаил Фрибургер и Мартин Кранц. Первая напечатанная ими книга была «Письмовник» Гаспарена де Бергамо (Gasparii (Barsisii) Pergamensis epistolae, 1470); затем они продолжали печатать книги гуманистического направления, но, когда их покровители покинули Париж, они начали печатать более ходкие сочинения теологическо-канонического содержания и популярные книги. В 1477 г. Кранц и Фрибургер покинули Францию, а вместо них появились другие печатники, например, Паскье Боном, напечатавший первую книгу на французском языке: «Большие французские хроники» (Les Grandes Chroniques, 1477), и Антуан Верар (Antoine Vérard, 1485—1512), издатель поэтов и рыцарских романов; они ввели в употребление шрифт, подобный французскому письму (так называемый «батард»), и вообще обращали особое внимание на изящную отделку книг.
За Парижем следует Лион, где первая книга была отпечатана в 1473 г.; затем там возникло до конца XV века свыше 50 типографий; Лион имел большое значение также как книжный рынок.
В Нидерландах первый город, в котором была основана типография, был Утрехт (в 1473 г., Николаем Кетелером и Жераром фон Леемптом); за ним следуют Лёвен (1474), Брюгге (1475) и Антверпен (1476).
В Англии первая типография основана Уильямом Кекстоном около 1474 г., первоначально в Вестминстере, затем в Лондоне; число его изданий превышает цифру 400. Вообще книгопечатание в Англии не распространилось с такой быстротой, как на континенте: до конца XV века были основаны типографии, кроме Лондона, лишь в Оксфорде (1479) и С.-Альбане (1480).
В скандинавских странах книгопечатание было введено в Одензее (Фиония) в 1482 году Иоанном Снелль; в Копенгагене — в 1490 г. Готфридом фон Гемен; в Стокгольме — в 1483 г. В Христиании первая типография основана лишь в XVII в.
В Турции книги печатались тайно евреями; в 1490 г. вышла «История народа Божьего», сочинение Иосифа бен Горион.

### Конец XV века
Таким образом, книгопечатание уже в XV в. распространилось почти по всей Европе; известно до 1000 имён печатников того времени, число же изданий, вероятно, доходит до 30 000 (так называемые инкунабулы); 6/7 этого количества составляют сочинения религиозные и схоластические, остальные — научные и древняя и новая литература. Формат — in folio, разделённый на два столбца, или in quarto.
Шрифт остался прежний — письменный, готический, прямоугольный; только в Италии печатники начали применять употреблявшийся там еще с XIV в. круглый шрифт, так называемый римский, который впоследствии и вытеснил там готический.

### XVI век
В XVI веке печатное дело все более и более распространялось: религиозные споры давали громадный материал для печати. Во Франции Сорбонна всеми силами старалась наложить запрещение на книгопечатание. Франциск I в 1534 г. издал приказ закрыть все типографии, но сопротивление парламента спасло печатников от угрожавшей им опасности. В Англии было ограничено число типографий; вообще во всех странах, кроме Германии, был установлен бдительный надзор за типографиями.
В том столетии особенно известен венецианский печатник и гуманист Альд Мануций: он много заботился об издании греческих и латинских классиков, при издании которых впервые применил формат in octavo, раньше употреблявшийся лишь для богослужебных книг; он же ввел новый итальянский шрифт, названный альдинским.
По примеру Альда Мануция печатание классических произведений распространилось по всей Европе. Особенную известность получил Этьенн в Париже: его издания благодаря красивым буквам, качеству бумаги и чернил, изяществу и богатству орнаментных рисунков доставили ему выдающееся место в ряду других современных издателей.
В Антверпене жил знаменитый печатник Христофор Плантен, основавший типографию в 1555 г.; по поручению Филиппа II он напечатал Библию Poliglota, на латинском, греческом, еврейском, сирийском и халдейском языках (1569—1573). Плантен был монопольным издателем церковных книг для всех испанских владений; он издал 60 тыс. молитвенников, 100 тыс. требников и 400 тыс. часословов, а всего до 1500 изданий; он сделался родоначальником целой династии печатников, Плантенов-Моретов.

### XVII век
В XVII веке в Германии вследствие 30-летней войны типографское дело пришло в упадок, несмотря на появление тогда впервые газет. В Англии печатное дело терпело сильные преследования; во Франции оно также было в упадке: отличались лишь своим изяществом произведения королевской луврской типографии, основанной в 1640 г.
Только в Нидерландах типографское искусство свободно развивалось: выдвигается в Лейдене и Амстердаме фамилия Эльзевиров, из которых Абрам ввёл в книжном деле весьма удобный формат in 12° (In-duodecimo); так называемые «эльзевиры» отличались красивой ровной печатью и безошибочным набором, а также дешевизной. Печатник Блаеу улучшил печатный станок. В то же время увеличилось количество шрифтов; особенно вошли в употребление мелкие шрифты (нонпарель и петит).
В 1638 г. печатником Стивеном Дейем основана первая типография в Америке, в Кембридже (Массачусетс), затем в Бостоне, Филадельфии и Нью-Йорке; в то же время благодаря иезуитам книгопечатание появилось в Ост-Индии и Японии.

### XVIII век
XVIII век считается, в целом, эпохой упадка типографского искусства. В количественном отношении печатное дело сильно подвинулось вперёд благодаря развитию литературы. Из тогдашних типографий выделялись:
- в Берлине — типография Декера (Decker), придворного типографа;
- в Лейпциге — типография Брейткопфа[нем.] (1695—1777), который известен и как издатель;
- в Париже — типография Фурнье и Дидо;
- в Лондоне — типография Баскервилла.

Для сохранения набора таких книг, которые благодаря своей ходкости требовали частых изданий без перемен (напр., Библия, классики, словари), была изобретена стереотипия проповедником И. Мюллером в Лейдене (1711); впрочем, в XVIII веке она не вышла за пределы опытов.
Конец того века был ознаменован решительной переменой в положении типографского дела. Французская революция уничтожила всякого рода патенты на это занятие и объявила его свободным для всех. Хотя это разрешение было скоро отменено, но однажды данный толчок не остался безрезультатным.

### XIX век
В начале XIX века были уничтожены во многих государствах Германии цехи, чем типографское дело было освобождено от многих пут и к нему привлечены новые силы и новые капиталы. В XVIII веке в Германии насчитывалось всего 434 города с типографиями, а в 1855 году было уже в 818 городах 2565 типо- и литографий, в 1890 году — в 1891-м городе 6530 заведений, с 36 612 мастерами. В такой же прогрессии распространились типографское заведения и в остальных странах Европы.
Распространению типографского дела много способствовали также изобретения и улучшения в технике этого дела:
- изобретены особые машины для отливки букв (в 1805 году, Вингом и Вайтом);
- улучшена стереотипия (лордом Стэнхоупом (Стенгопом), в 1804 году);
- изобретён станок, дававший возможность печатать одновременно на обеих сторонах листа (им же, в 1800 году);
- в 1810 году изобретён Кенигом паровой печатный станок;
- ротационная машина дала возможность печатать до 12 000 листов в час.

Печатное искусство перестало ограничиваться одной лишь типографией: неотъемлемой принадлежностью большой типографии стала литография; ей же служили гравировка на дереве и металле, цинкография, фото- и гелиография и т. п., так что большие типографии стали представлять собой полиграфические институты. Только в Америке в типографском деле появилась специализация труда: там существовали особые заведения для приготовления набора или стереотипа, особые — для печатания; в большом употреблении там были маленькие печатные машины, позволявшие каждому иметь у себя дома печатню для собственных целей.

## Школы печатного дела
Технические школы для подготовления типографских мастеров обыкновенно имели трёхлетний курс, с отделениями для наборщиков и печатников; проходили в них историю и технику печатного дела и родственных ему графических искусств, новые языки, бухгалтерию, стенографию, арифметику, рисование и др. Эти школы обыкновенно содержались или городами, или союзами типографщиков; занятия проходили большей частью по вечерам. Такие школы существовали в Берлине, Лейпциге, Дрездене, Вене, Париже, Лондоне и других городах.
При Лейпцигской академии искусств было основано в 1891 г. отделение для типографов, с четырёхлетним курсом; там изучали типографское рисование, учение о стиле и орнаментах.
В Париже с 1889 году существует муниципальная школа печатного дела под названием Ecole municipale Estienne des industries du livre, с четырёхлетним курсом; принимала интернов и экстернов.
В России школы типографского дела существовали в Петербурге: первая русская школа печатного дела Императорского Русского технического общества, основанная в 1884 г., и школа при типографии А. С. Суворина. В первой курс был двухлетним; кроме того, имелся приготовительный класс. Занятия происходили по вечерам. Предметы преподавания: закон божий, русский язык, история, арифметика, география, черчение, чтение печатного и рукописного текстов и техника печатного дела. Учащиеся должны были состоять учениками типографий и быть не моложе 14 лет. За первое десятилетие там обучалось всего 387 учеников, окончило курс 115 уч. В 1895—96 учебном году обучалось 81 ученика, кончило курс 9.

## Специализация
Типографу старого времени приходилось поневоле быть и наборщиком, и печатником, словолитчиком и механиком. Позже в каждой типографии рабочие стали выполнять совершенно обособленные функции и лишь по исключению, приучившись к одному мастерству, меняли его на другое:
- наборщики составляли из отдельных подвижных литер и знаков полосы и таблицы,
- метранпажи руководили наборщиками,
- тискальщики печатали на ручном станке оттиски, предназначенные для просмотра корректур,
- батырщики накатывали краску на полосы набора,
- печатники следили за печатанием на машинах, производили «приправку», делали для рисунков «вырезки» и наблюдали за накладчиками и приёмщиками;
- накладчики во время печатания на машинах накладывали листы бумаги, на которых затем получались печатные оттиски;
- приёмщики носили, заключали и обкладывали наборные формы, принимали на машинах отпечатки, а по окончании печатания смывали с форм краску;
- мочильщики считали принимаемые от кладовщика листы бумаги и смачивали их водой, так как печатание большею частью велось на сырой бумаге и пр.

## Санитарные условия труда
Врачи и представители медицинской статистики считали работу в типографиях опасной для здоровья, ведущей к чахотке и вызывающей хронические расстройства питания и свинцовое отравление.
Еще в середине XVIII столетия французский врач Нефвалль, разбирая среднюю продолжительность жизни и причины смерти 22 сословий и профессий, утверждал, что одной из главных причин смерти у наборщиков служит чахотка легких. Несколько позже Гольсбек указал, что 25 % всех наборщиков погибало от чахотки и что, кроме того, эти рабочие часто страдали заболеванием нервной системы, преимущественно «паралитическим» дрожанием рук (последствие свинцового отравления); он также видел у этих рабочих трещины и язвы на губах, происходившие, по его мнению, от дурной привычки наборщиков брать в рот очищенный натронной щёлочью шрифт раньше, чем он высохнет. Танкерель в своей статистике приводил 96 страдавших свинцовым отравлением литейщиков шрифта и 24 наборщиков, поражённых свинцовой коликой, артральгией и параличами. Гирт уверял, что вдыхающие свинцовую пыль наборщики страдали поражением дыхательных органов, а в особенности чахоткой, гораздо чаще, чем рабочие, находившиеся под влиянием железной или медной пыли; он полагал, что из 100 наборщиков уже на шестой год по поступлении в типографию 8—10 обнаруживают признаки свинцового отравления. Вообще, Гирт считал санитарные условия типографской работы весьма неблагоприятными, тем более, что свинец, отравляя организм, уменьшал его устойчивость в отношении чахотки..
По статистике Ричардсона, в Англии смертность типографов во всех возрастных группах, а в особенности после 35-летнего возраста, значительно превышала среднюю смертность всех профессий вообще (115:100). По другой статистике, относящейся к 1880—82 гг., смертность от чахотки английских наборщиков в 4 раза превышала смертность сельского населения в соответственных возрастах (25—65 лет) и относилась к смертности от той же болезни портных как 5:3. Даже общая смертность среди наборщиков больше, чем среди портных: если, по Огле, смертность рыбаков в возрасте 25—65 лет принять за 100, то для портных получалось 238, а для наборщиков — 317..
В списке коэффициента смертности, составленном Огле для 44 профессий и для возрастов 25—65 лет, наборщики занимали 28-е место; смертность их относились к смертности священников как 191:100. Во Франции, по данным Бертильона, типографы вместе с литографщиками и граверами занимают второе по силе смертности место: из 1000 лавочников в возрасте 30—40 лет в течение года умирало только 7, из типографщиков того же возраста — не менее 24; для возрастной группы 40—50 лет соответственные величины равнялись 8,7 и 26,7, для 20—30 лет — 6,6 и 17,8; рабочих в типографиях в этом отношении можно было сравнить лишь с малярами. Доктор Мюллер показал, что в Цюрихе в течение пятилетия 1865—69 гг. из 100 способных к работе типографщиков умирало от чахотки 13 чел. в год, тогда как в тот же срок из 1000 сельских жителей от этой болезни умирали только 1,1, из того же числа сапожников — 2,6, токарей — 2,9, слесарей — 4,1, камнетёсов — 4,7, портных — 5. По исследованию докторов Шулера и Буркгардта, обработавших статистический материал больничных касс на швейцарских фабриках, наибольшее число заболеваний среди рабочих, занимавшихся в типографском деле, падало на литейщиков шрифта и на наборщиков; число заболеваний чахоткой между ними было весьма значительно. В Германии, по Зомерфельду, типографщики по силе смертности от чахотки из 38 профессий занимали 5-е место. Альбрехт и Гейманн, изучавшие в Берлине материал местной больничной кассы типографщиков с 1857 по 1889 и с 1889 по 1894 гг., нашли, что 47,6 и 49,08 % всех случаев смерти среди этих рабочих падали на лёгочную чахотку..
Средняя продолжительность жизни наборщиков в XIX веке не превышала 49 лет, тогда как во многих профессиях она достигала 60—65 лет. Сильные и ясно выраженные формы свинцового отравления — свинцовая колика, дрожание мышц, параличи — встречаются среди наборщиков не очень часто; но было, однако, основание полагать, что многочисленные заболевания ревматизмом, артральгией, желудочными и нервными страданиями и т. п. хотя отчасти являлись последствиями свинцового отравления.